# Petición individual de la Corte Interamericana de Derechos humanos
El sistema de Petición individual de la Comisión Interamericana de Derechos Humanos (CIDH) es una de las principales herramientas de dicha comisión en el cumplimiento de su mandato de “promover la observancia y la defensa de los derechos humanos” que, a luz del artículo 44 de la Convención Americana: permite que cualquier individuo o grupo de individuos u organización no gubernamental (ONGs), siempre y cuando estos sean reconocidos por al menos un país miembro de la CIDH, llevar a cabo una petición para que el CIDH pueda actuar ante el Estado denunciado o que tenga quejas de violación (el cual debe de pertenecer al CIDH) de algún aspecto pactado en la Convención Americana y, según el resultado del fallo, obligarlo a responder ante las víctimas por medio de una de una  reparación.
Este sistema lo que permite es que todas las víctimas o potenciales víctimas a las cuales se les haya violentado sus derechos y que el mismo Estado, al haber agotado todos sus recursos judiciales internos haya sido incapaz de resolver dicha disyuntiva, puedan acceder a la comisión de manera fácil y rápida, para que ambas partes tengan el derecho a un juicio justo, y que la decisión que tome la comisión sea la mejor posible correcta. Además de ejercer cierta coercibilidad que permita que se dé de manera efectiva el cumplimiento de las sugerencias provenientes de los estados competentes.

## Origen
Esta herramienta se empezó a implementar en la década de los 60 (1965) cuando la Organización de los Estados Americanos (OEA) le dio autorización al CIDH para recibir y hacer el procesamiento de las peticiones sobre los casos particulares en los que se da alegato de presuntas violaciones de los derechos humanos. Esta autorización dio lugar a la creación del primer órgano regional de derechos humanos con la capacidad de brindar acceso a los casos y peticiones utilizando medios electrónicos. Esto dándose con el fin de dar una mayor accesibilidad de información a la mayor cantidad de personas para que así estas puedan hacer uso del Sistema Interamericano de Derechos Humanos de forma más efectiva.

## Sobre la denuncia
El procedimiento que se debe de seguir para la demanda se divide en dos partes; la primera trata sobre el denunciante, quien además de cumplir el plazo de 6 meses después de haber agotado los recursos internos, deberá seguir los criterios estipulados en el artículo 28 del Reglamento de la Comisión Interamericana de Derechos Humanos, siendo estos:
- Nombre del individuo o del grupo de individuos denunciantes;
- Enunciar de forma explícita si el o los peticionarios desean que su identidad sea mantenida reservada frente al Estado (y sus razones respectivas);
- Datos de la parte denunciante como lo sería el nombre y el correo electrónico; y en su caso, teléfono, facsímil y dirección postal;
- Mostrar que autoridades estatales creen que tienen responsabilidad sobre el caso;
- Señalar que derechos se estiman como violados;
- Dar evidencia de las respuestas dadas por las autoridades estatales (de ser posible, en copias) y que en estas se puedan ver claramente los recursos fundamentales que se interpusieron y las decisiones judiciales internas que se dieron;
- Mostrar si se dio presentación de la petición a otro organismo internacional;
- La petición debe hacerse en cualquier idioma oficial de la OEA;
- Nota: El procedimiento ante la CIDH no requiere de patrocinio letrado.

La segunda es la comisión, que se encarga de recibir y tramitar el proceso inicial y la investigación de las denuncias en orden de entrada (con las excepciones estipuladas en los literales a, b, c, y del artículo 29 del reglamento). A su vez, la comisión debe de revisar si hay existencia de algún punto inadmisible dentro de la petición y tomar su decisión respecto a la admisibilidad (Art 36) para luego llegar a una solución amistosa, esto en caso de que la petición no haya sido desistida por la parte demandante; haya se archive o vuelto inadmisible, la cual toma base en el consentimiento de ambas partes y se desarrolla con los procesos de negociación hasta llegar a una conclusión, ya sea positiva al lograr un acuerdo entre ambas partes, o negativas dadas por el abandono de voluntad por una de las partes al proceso dado por la comisión. En el caso en donde no se llegue a una solución amistosa, , la comisión seguirá con el trámite de la petición. Finalmente, la comisión realizará un seguimiento a los acuerdos pactados para verificar el cumplimiento de estos (art 48).
```
De esta forma, se puede evidenciar los procesos que la parte denunciante debe de seguir par poder presentar su petición individual y el posterior proceso de seguimiento que brinda la comisión frente a la disyuntiva planteada de forma en que se pueda llegar al mejor término posible de resolución, siempre y cuando haya voluntad entre ambas partes (denunciante y denunciado) en perseguir una solución amigable e imparcial. Todo esto basado en la normativa expuesta en los artículos 22 a 52 del “Reglamento de la Comisión interamericana de derechos humanos.
```